# غورغي بينتيلي
غورغي بينتيلي، (بالانجليزية: Gheorghe Pintilie) (اسمه الكامل بينتيلي تيموفي بودنارينكو ثم لاحقًا بينتيلي بودنارينكو الملقب باسم بانديوسا)، من مواليد 9 نوفمبر عام 1902 - 21 أغسطس عام 1985)، عميل استخبارات سوفييتي وروماني وقاتل سياسي، شغل منصب أول رئيس للأمن (1948-1958). ولد بينتيلي وسط الإمبراطورية الروسية في تيراسبول وعمل لفترة وجيزة بالمهن اليدوية، ثم تدرب كصانع أقفال قبل أن ينضم إلى سلاح الفرسان التابع للجيش الأحمر ليشهد أحداث الحرب الأهلية الروسية. أدرجته المفوضية الشعبية للشؤون الداخلية (إن كيه في دي) في القائمة المختصرة لمهام التجسس في عشرينيات القرن العشرين، ثم في عام 1928 أرسلته لمثل هذا العمل السري في مملكة رومانيا. قُبِض على بينتيلي هناك بعد حوالي تسع سنوات وحُكم عليه بالسجن عشرين عامًا. أثناء وجوده في دوفتانا، أصبح زعيم عصابة الجواسيس السوفييت داخل السجن وانضم معهم إلى الحزب الشيوعي الروماني (بي سي آر). أعرب بينتيلي عن ولائه لغورغي غيورغيو-ديغ، زعيم فصيل شيوعي ناشئ في السجن؛ واستمرت صداقتهما السياسية الحميمة حتى أواخر الخمسينيات.
التحق بينتيلي بالتشكيلات القتالية الوطنية وشرطة سيغورانتشا بعد انقلاب 23 أغسطس عام 1944، بينما اجتمع أيضًا مع المخابرات السوفييتية وانضم إلى وحدة خاصة من منظمة سميرش. في عام 1946، قتل ودفن ثلاثة من منافسي غيورغيو-ديغ من بينهم ستيفان فوريس، الأمين العام الأسبق لحزب (بي سي آر). من أغسطس عام 1948، كلّفه إميل بودناراش بتشكيل وحدة أمنية وتنصيب نفسه المدير العام (دي جي إس بي)، وبالتالي ضمان السيطرة السوفييتية على وكالات الاستخبارات الرومانية. في ظل النظام الشيوعي الذي تم تشكيله حديثًا، كان بودنارينكو معروفًا باسم «غورغي بينتيلي» بشكل حصري إذ تمت ترقيته مباشرة إلى رتبة فريق وأصبح يعمل في الجمعية الوطنية الكبرى. شارك أيضًا في عمليات التواصل الشيوعي داخل البلاد وقاد الحملات العنيفة ضد الأعداء الطبقيين - لتطبيق مفهوم «إعادة التعليم» من خلال العمل العقابي على قناة الدانوب-البحر الأسود، وبدأ أول عمليات ترحيل على الإطلاق في براغان. لعب بينتيلي ومساعده ألكسندرو نيكولشي أيضًا دورًا في تجربة بيتيشتي التي طبّقت أشكال عنف شديدة بهدف غسل دماغ السجناء (بشكل أساسي أولئك المحتجزين بسبب ماضيهم لدى الحرس الحديدي) - على الرغم من أنه ما يزال من غير الواضح ما إذا كانوا قد بالغوا بمثل هذا العنف أو فقط سمحوا بحدوثه.
في (دي جي إس بي)، أحاط الجنرال بينتيلي نفسه برجال من الطبقة العاملة الذين اشتهروا بوحشيتهم- لكن أيضًا بعدم كفاءتهم بشكل عام - لا سيما في التعامل مع حركة المقاومة الرومانية المناهضة للشيوعية. داخل وخارج حزب (بي سي آر)، عُرف بينتيلي بأنه مدمن كحول جاهل؛ إذ كان يفضل إصدار الأوامر بشكل شفهي بغية أن تظل دون إثبات. خاصة خلال أوائل الخمسينيات من القرن العشرين، ساعد غيورغيو-ديغ في صراعات الحزب الداخلي ثم في الإطاحة بآنا بوكر وفاسيلي لوكا، وفي نفس الوقت قام بتنحية لوكريستيو باتراشكانو. ما يزال الشهود على عمليات التطهير هذه منقسمين حول دور بينتيلي، إذ أفاد البعض أنه لم يكن واثقًا تمامًا عندما يتعلق الأمر بممارسة القمع الكامل وأشار آخرون إلى أن ذلك قد أدى إلى تفاقم العنف بما يتجاوز ما هو مطلوب منه. في أواخر الخمسينيات من القرن العشرين، تم رفض مشاريعه من قِبَل اللجنة المركزية لحزب (بي سي آر) مثلما الأمر بالنسبة لغيورغيو-ديغ الذي كان يعمل من أجل التخلص من التبعية الستالينية في رومانيا الاشتراكية. في عام 1959، فقد بينتيلي منصبه كمدير عام للوحدة الأمنية وتم تعيينه لقيادة إحدى الميليشيات، وهي عنصر يتمتع بسيطرة مدنية أكبر تابع قوة الشرطة الوطنية.
بعد دفعه إلى التقاعد أثناء نشوب حركة رد الفعل العنيفة المناهضة للسوفييت في عام 1963، شاهد بينتيلي بعد ذلك خليفة غيورغيو-ديغ، نيكولاي تشاوتشيسكو، يبدأ في فضح بعض الجرائم التي ارتكبها أفراد الوحدة الأمنية في العقود السابقة. تعاون بينتيلي في التحقيق وناقش علانية بعض جرائمه الفردية، لكن لم يتم استجوابه أبدًا بشأن تورطه في عمليات تطهير جماعية؛ كانت التداعيات السياسية هي الوحيدة التي واجهها والتي أدت نهايةً إلى طرده من الحزب في عام 1968. على الرغم من السماح لزوجته آنا توما بالعودة إلى طليعة الحياة السياسية، إلا أن بينتيلي عاش ما تبقى من حياته في غموض نسبي. منحه نظام تشاوتشيسكو وسام تيودور فلاديميريسكو وأيضًا تمت ترقيته إلى مرتبة الشرف العسكرية عند وفاته في عام 1985.